# Museum von Ascension
Das Museum von Ascension (englisch Ascension Island Museum), auch als englisch Ascension Island Heritage Society Museum bekannt, ist das Heimatmuseum von Ascension, einem gleichberechtigten Teil des Britischen Überseegebietes St. Helena, Ascension und Tristan da Cunha. Es wird von der Ascension Heritage Society unterhalten und als Teil des Fort Hayes am Rande der Hauptstadt Georgetown.
Das Museum eröffnete nach einiger Zeit am 22. Mai 2015 wieder.